# Josef Maria Köll
Josef Maria Köll OCist (* 30. September 1928 in Stams; † 1. März 2008 in Meran) war Abt des Stifts Stams von 1985 bis 2003.

## Leben
Johannes Köll trat 1949 der Ordensgemeinschaft der Zisterzienser bei, nahm den Ordensnamen Josef Maria an, legte am 15. August 1950 seine Profess ab und empfing am 29. Juni 1954 durch Paulus Rusch die Priesterweihe. Er war zunächst als Erzieher und Lehrer im Internat und Skigymnasium von Stams tätig. 1967 wurde er auf eine Pfarrstelle nach Sautens ins Ötztal berufen. 1974 wechselte er nach Meran und war dort bis 1985 zunächst als Prior in Untermais, dann Pfarrer in Gratsch und St. Peter.
Am 21. August 1985 wurde er als Nachfolger von Abt Bernhard Slovsa zum 43. Abt des Zisterzienserstiftes Stams gewählt. Am 29. September 1985 empfing er die Benediktion, umgangssprachlich „Abtweihe“. Sein Wahlspruch lautete: Ut omnes unum sint – Dass alle eins seien. (Joh 17,21). Nebenbei unterrichtete er am Gymnasium Meinhardinum Stams das Fach Religion. Prälat Köll engagierte sich maßgeblich für die Renovierung der klösterlichen Gebäude des Stiftes Stams, dazu gründete er unter anderem den „Verein der Freunde des Stiftes Stams“, der mittels finanzieller Zuwendungen den aufwendigen Erhalt der Stiftsgebäude unterstützte. Er war Mitglied des Kuratoriums zur Erhaltung der Innsbrucker Hofkirche. 2003 ging er offiziell in den altersbedingten Ruhestand, zelebrierte aber weiterhin beinahe täglich Messen (meist in Südtirol und St. Christoph); sein Nachfolger wurde Pater German Erd. Bis zu seinem Tode war er Präsident der Bruderschaft St. Christoph am Arlberg.
Prälat Köll starb im Jahre 2008 nach schwerer Krankheit in der St. Anna Klinik in Meran. Er ist in der Stiftskirche in Stams bestattet.

## Ehrungen und Auszeichnungen
- 1998: Großes Silbernes Ehrenzeichen für Verdienste um die Republik Österreich[1]
- Ehrenbürger von Sautens
- Ehrenbürger von Stams
- Verdienstkreuz des Landes Tirol